# Gaulstown
Der Dolmen von Gaulstown (irisch Cnoc an Ghallaigh, „Hügel des Galliers“) ist ein Portal Tomb, das etwa 8,7 km südwestlich von Waterford im County Waterford in Irland im Copper Coast Geopark, in einer Gegend kleinster Dörfer, westlich der R682 und des Lisnakill Cross (Straßenkreuz) liegt und ist auf der Karte 75 (Discovery Series) eingezeichnet ist. Ein einspuriger, nicht asphaltierter Seitenweg (mit Tor) führt 100 m südlich zu dem Dolmen, der hinter einem weiteren Tor liegt. Als Portal Tombs werden auf den Britischen Inseln Megalithanlagen bezeichnet, bei denen zwei gleich hohe, aufrecht stehende Steine mit einem Türstein dazwischen, die Vorderseite einer Kammer bilden, die mit einem zum Teil gewaltigen Deckstein bedeckt ist.
Das Portat Tomb besteht aus drei aufrechten Tragsteinen, die zusammen mit dem etwa 4,5 m langen, 2,55 m breiten und etwa einen Meter dicken, schräg- und überstehenden Deckstein, den seitlichen Füllsteinen und dem Türstein die Kammer bilden. Die im Osten liegenden Portalsteine sind etwa zwei Meter hoch, der hintere ebenfalls tragende Stein (Dreipunktauflage) ist wie üblich etwas niedriger. Die beiden mittleren Seitensteine und der Türstein reichen nicht bis zum Deckstein.

## Die Steinkiste
Eine acht Meter entfernte bronzezeitliche Steinkiste im Südwesten kann innerhalb des gleichen, völlig abgetragenen Hügels gelegen haben. Die „Gaulstown-Cist“ hat einen Deckstein von 2,2 Meter Länge und 1,7 Meter Breite. Einäscherungen oder Bestattungen in Steinkisten wurden oft von einem einzigen, in der Nähe des Kopfes deponiertem Gefäß, begleitet. In einigen Fällen wurden sie als Sekundärbestattung innerhalb eines Cairn platziert – daher die Nähe zum Portal Tomb.
Nordwestlich von Tramore liegen auch die Megalithanlagen von Ballynageeragh, Knockeen und 3,6 km südlich das Passage Tomb von Matthewstown.
Der 3,7 m hohe Menhir von Ballymote steht 1,7 km südwestlich von Gaulstown auf einem Höhenzug.